# Haley Tju
Haley Tju, née le 15 février 2001 en Californie, est une actrice américaine.

## Biographie
Haley est née en Californie et est d'origine sino-indonésienne. Elle a un frère et trois sœurs, dont l'actrice Brianne Tju.
Inspirée par sa sœur Brianne, elle se dirige vers une carrière d'actrice dès ses 4 ans.

## Filmographie

### Cinéma
- 2010 : Burning Palms (en) : Rose
- 2010 : Bienvenue chez les scouts : Tina
- 2016 : Un ami qui tombe pile-poil (Rufus) : Paige
- 2017 : Un ami qui tombe pile-poil 2 (Rufus 2) : Paige

### Télévision
- 2008 : Hannah Montana : une fille
- 2009 : Desperate Housewives : une petite fille
- 2010 : La Vie de croisière de Zack et Cody : London Tipton jeune
- 2012–2013 : Go On : Abby (2 épisodes)
- 2013 : Jessie : Eileen Miller
- 2014 : Les Thunderman : Darcy Wong (2 épisodes)
- 2015–2016 : Bella et les Bulldogs : Pepper (40 épisodes)
- 2017 : Agent K.C. : Zoe (4 épisodes)
- 2017 : Bones : Meredith Hurley
- 2018 : The Who Was? Show (en) : plusieurs personnages
- 2018 : Prince of Peoria (en) : Braughner (10 épisodes)
- 2019 : NCIS : Enquêtes spéciales : Alexis
- 2019 : Trinkets : Rachelle Cohen-Strauss (12 épisodes)

### Doublage

#### Films d'animation
- 2021 : Arlo, le garçon alligator : Alia

#### Séries d'animation
- 2013–2014 : Monstres contre Aliens : Sqweep
- 2018–2019 : Bienvenue chez les Loud : Stella
- 2018 : Baymax et les Nouveaux Héros : Karmi
- 2018 : Kung Fu Panda : Les Pattes du destin (Kung Fu Panda: The Paws of Destiny) : Nu Hai
- 2018–2019 : Shimmer et Shine : Shine
- 2019 :  Où est Charlie ? (en) : Wenda
- 2019 : Middle School Moguls : Yuna / joueur de foot / sportive
- 2020-2022  : Amphibia : Marcy Wu et Darcy